# Croix, Nord
Croix este o comună în departamentul Nord, regiunea Nord-Pas de Calais, Franța. Face parte din aglomerația orașului Lille. În 2009 avea o populație de 21195 de locuitori.

## Personalități născute aici
- Florian Philippot (n. 1981), politician.